# 原田棟
原田 棟（はらだ むなぎ、1893年（明治26年）9月24日 - 1982年（昭和57年）2月28日）は、日本の陸軍軍人。最終階級は陸軍少将。

## 経歴
広島県出身。1915年（大正4年）5月、陸軍士官学校（27期）を卒業。同年12月、歩兵少尉に任官した。
1932年（昭和7年）8月、歩兵少佐に進級。1935年（昭和10年）3月、陸士本科生徒隊中隊長に就任し、1937年（昭和12年）8月、歩兵中佐に進んだ。1939年（昭和14年）8月、歩兵大佐に昇進し陸士教官に就任。1940年（昭和15年）5月、陸軍憲兵学校教官を兼務した。
1940年12月、歩兵第215連隊長に発令され太平洋戦争に出征。ビルマの戦いに参戦した。1943年（昭和18年）6月、仙台陸軍教導学校長に発令され帰国。同年8月、教導学校の改組により仙台陸軍予備士官学校長に就任。1944年（昭和19年）3月、陸軍少将に進級した。1945年（昭和20年）2月、警備第3旅団長に発令され、東京都渋谷で終戦を迎えた。
1947年（昭和22年）11月28日、公職追放仮指定を受けた。
1982年2月、急性冠不全のため品川区の東芝中央病院（現東京品川病院）で死去した。